# QuickSpin
QuickSpin AB är en svensk spelstudio som tillverkar onlinekasinospel. Företaget har kontor i Stockholm och på Malta. QuickSpin har licenser att tillverka och leverera spel till onlinespelbolag i både Storbritannien  och Alderney. 2016 köptes QuickSpin av brittiska Playtech, en av världens största speltillverkare.
QuickSpin startades 2011 av entreprenörerna Daniel Lindberg, Mats Westerlund och Joachim Timmermans, alla med lång erfarenhet från branschen, och har sedan starten vunnit många priser för sin spelutveckling och sina spel, bland annat Innovation RNG Casino Software 2016 och Innovation in Mobile 2017 på EGR B2B Awards.
QuickSpin gjort sig kända för att göra spel med sagoteman. Bland deras sagotitlar finns Big Bad Wolf, Rapunzel's Tower, Goldilocks and the Wild Bears och The Three Musketeers.
I juni 2018 erbjöd QuickSpin 39 spel, varav 33 fanns tillgängliga på mobilen, med planer på att lansera ytterligare 12 spel under året.